# Bristol City Football Club 2014-2015
Questa voce raccoglie le informazioni riguardanti il Bristol City Football Club nelle competizioni ufficiali della stagione 2014-2015.

## Maglie e sponsor
| Casa | Trasferta | Terza divisa |

## Rosa
Aggiornato al 2 settembre 2014.
| N. |                        | Ruolo | Calciatore          |
| -- | ---------------------- | ----- | ------------------- |
| 1  | Inghilterra (bandiera) | P     | Frank Fielding      |
| 2  | Inghilterra (bandiera) | D     | Mark Little         |
| 3  | Irlanda (bandiera)     | D     | Derrick Williams    |
| 4  | Inghilterra (bandiera) | D     | Aden Flint          |
| 5  | Inghilterra (bandiera) | D     | Karleigh Osborne    |
| 6  | Egitto (bandiera)      | D     | Adam El-Abd         |
| 7  | Inghilterra (bandiera) | C     | Korey Smith         |
| 8  | Inghilterra (bandiera) | C     | Wade Elliott        |
| 10 | Inghilterra (bandiera) | C     | Jay Emmanuel-Thomas |
| 11 | Inghilterra (bandiera) | C     | Scott Wagstaff      |
| 13 | Galles (bandiera)      | P     | Dave Richards       |
| 15 | Inghilterra (bandiera) | A     | Luke Freeman        |
| 16 | Giamaica (bandiera)    | C     | Jordan Wynter       |
| 17 | Irlanda (bandiera)     | D     | Greg Cunningham     |

| N. |                        | Ruolo | Calciatore          |
| -- | ---------------------- | ----- | ------------------- |
| 18 | Inghilterra (bandiera) | A     | Aaron Wilbraham     |
| 19 | Inghilterra (bandiera) | A     | Kieran Agard        |
| 20 | Galles (bandiera)      | A     | Wesley Burns        |
| 21 | Inghilterra (bandiera) | C     | Marlon Pack         |
| 22 | Inghilterra (bandiera) | D     | Luke Ayling         |
| 23 | Inghilterra (bandiera) | D     | Joe Bryan           |
| 24 | Inghilterra (bandiera) | D     | James O'Connor      |
| 25 | Giamaica (bandiera)    | C     | Marvin Elliott      |
| 26 | Inghilterra (bandiera) | D     | Mitch Brundle       |
|    | Spagna (bandiera)      | C     | Luis Gilabert Badal |
|    | Australia (bandiera)   | D     | Tom King            |
|    | Inghilterra (bandiera) | A     | Billy Murphy        |
|    | Inghilterra (bandiera) | C     | Bobby Reid          |

## Risultati

### Football League One
| Bristol 19 agosto 2014, ore 19:45 3ª giornata | Bristol City | 0 – 0 referto | Leyton Orient | Ashton Gate (11.692 spett.)\| Arbitro: \| Hooper \| |
| Arbitro:                                      | Hooper       |               |               |                                                     |

| Arbitro: | Whitestone |

|            |           |                                            |
| Ismail 13’ | Marcatori | 60’ Wilbraham 90+5’ (rig.) Emmanuel-Thomas |

| Arbitro: | Woolmer |

|  |           |                              |
|  | Marcatori | 13’, 61’ Wilbraham 48’ Flint |

| Arbitro: | Roger East |

|  |           |              |
|  | Marcatori | 28’ Robinson |

| Arbitro: | Bull |

|            |           |  |
| Ayling 87’ | Marcatori |  |

| Arbitro: | Collins |

|              |           |                             |
| McDonald 47’ | Marcatori | 34’, 44’ Smith 55’ Wagstaff |

| Arbitro: | Hooper |

|                                                     |           |  |
| Bryan 8’ Smith 43’ Emmanuel-Thomas 62’ Williams 84’ | Marcatori |  |

| Arbitro: | Malone |

|                                         |           |              |
| Emmanuel-Thomas 34’ Bryan 59’ Smith 67’ | Marcatori | 77’ Marshall |

| Arbitro: | Williamson |

|            |           |                                     |
| Dagnall 4’ | Marcatori | 12’ Freeman 21’ Flint 60’ Wilbraham |

| Arbitro: | D'Urso |

|                |           |                      |
| Wordsworth 60’ | Marcatori | 48’ Flint 84’ Ayling |

| Bristol 14 marzo 2015, ore 15:00 36ª giornata | Bristol City | 0 – 0 referto | Gillingham | Ashton Gate Stadium (11.601 spett.)\| Arbitro: \| Webb \| |
| Arbitro:                                      | Webb         |               |            |                                                           |

| Arbitro: | Madley |

|              |           |               |
| Beckford 59’ | Marcatori | 63’ Wilbraham |